# Якушево (Пестяковский район)
Якушево — село в Пестяковском районе Ивановской области России, входит в состав Пестяковского сельского поселения.

## География
Село расположено в 21 км на юго-восток от райцентра рабочего посёлка Пестяки.

## История
В писцовых книгах 1628 года в сельце Якушеве, принадлежавшем тогда князю Волконскому, церковь не показана, в сельце тогда был двор вотчинников и 8 дворов пашенных бобылей. Судя по подписи на иконе Нерукотворенного Образа в 1690 году здесь существовала церковь. До постройки каменного храма в Якушеве было две деревянных церкви, которые в 1819 году сгорели. В 1820 году вместо сгоревших церквей построен был каменный храм. Престолов в храме было пять: в холодном — в честь Смоленской иконы Божьей Матери, во имя святых равноапостольных Константина, Елены и святого пророка Илии, в трапезе теплой — в честь Рождества Христова и во имя Святого Николая Чудотворца. В годы Советской Власти церковь была полностью разрушена.
В конце XIX — начале XX века село входило в состав Мордвиновской волости Гороховецкого уезда Владимирской губернии. В 1859 году в селе числилось 10 дворов, в 1905 году — 7 дворов.

## Население
| 1859 | 1905 | 2010 |
| ---- | ---- | ---- |
| 53   | ↘30  | ↘3   |